# Neckarwestheim
Neckarwestheim est une commune de Bade-Wurtemberg (Allemagne), située dans l'arrondissement de Heilbronn, dans la région de Heilbronn-Franconie, dans le district de Stuttgart.

## Géographie
Neckarwestheim est situé au sud du district de Heilbronn.

## Jumelages
- Ceton (France) depuis 1978.

## Centrale nucléaire
Site de la centrale nucléaire de Neckarwestheim.

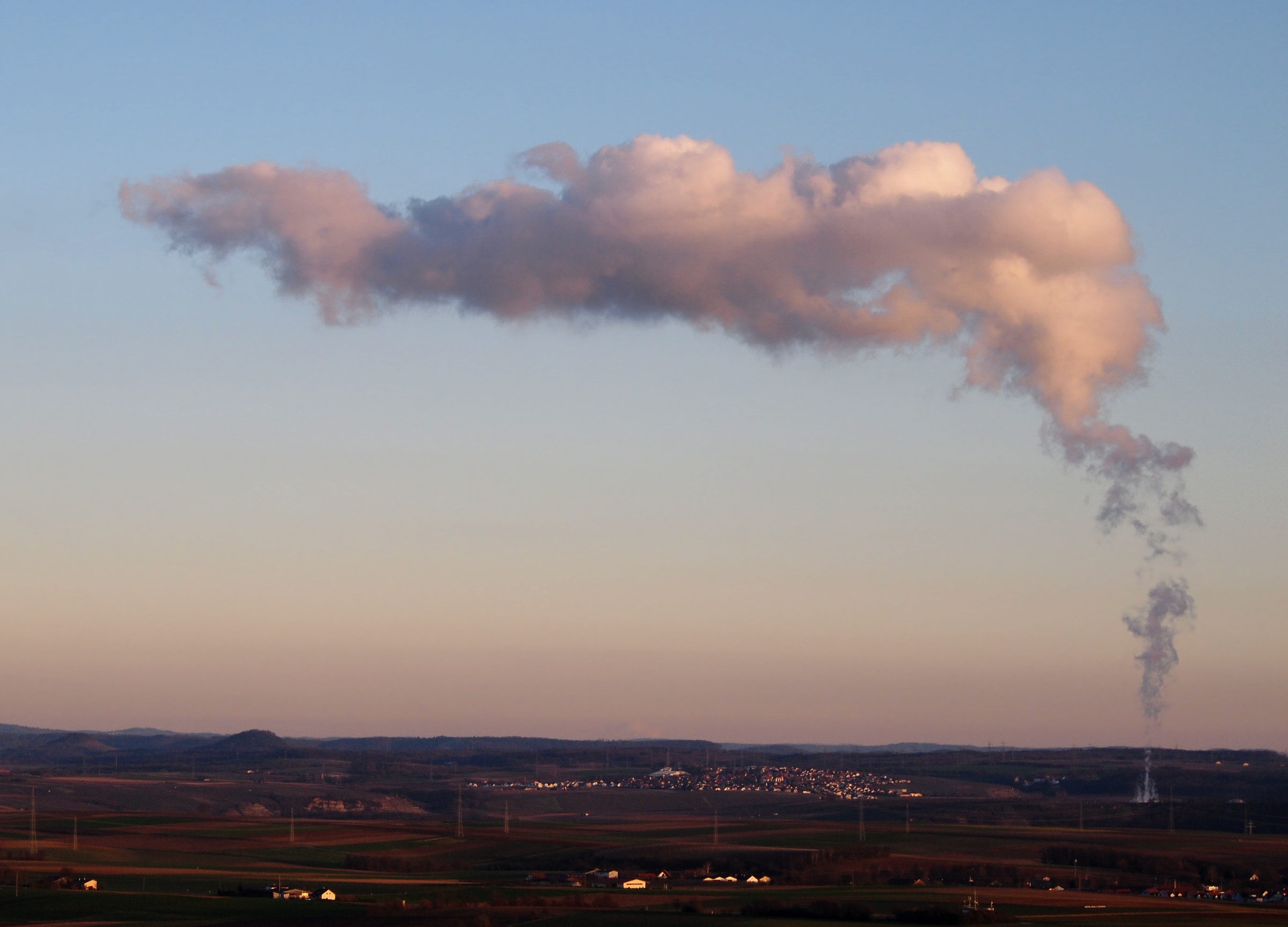
Neckarwestheim sur un soir d'hiver.